# 62. Golden Globe-gála
A 62. évi Arany Glóbusz, azaz Golden Globe-díjátadóra 2005. január 16-án kerül sor. A legtöbb, hat jelölést a Aviátor kapta, melyből hármat váltott díjra.
A szórakoztatóiparban tett komoly munkáért járó Cecil B. DeMille-életműdíjat ebben az évben Robin Williams kapta.

## Kategóriák és jelöltek

### Mozifilmek

#### Legjobb film (dráma)
- Aviátor
- Én, Pán Péter
- Hotel Ruanda
- Kinsey
- Közelebb
- Millió dolláros bébi

#### Legjobb film (musical vagy vígjáték)
- Egy makulátlan elme örök ragyogása
- A Hihetetlen család
- Kerülőutak
- Az Operaház fantomja
- Ray

#### Legjobb színész (dráma)
- Javier Bardem (A belső tenger)
- Don Cheadle (Hotel Ruanda)
- Johnny Depp (Én, Pán Péter)
- Leonardo DiCaprio (Aviátor)
- Liam Neeson (Kinsey)

#### Legjobb színész (musical vagy vígjáték)
- Jim Carrey (Egy makulátlan elme örök ragyogása)
- Jamie Foxx (Ray)
- Paul Giamatti (Kerülőutak)
- Kevin Kline (De-Lovely – Ragyogó évek)
- Kevin Spacey (A tengeren túlon)

#### Legjobb színésznő (dráma)
- Scarlett Johansson (Bobby Long)
- Nicole Kidman (Születés)
- Imelda Staunton (Vera Drake)
- Hilary Swank (Millió dolláros bébi)
- Uma Thurman (Kill Bill 2.)

#### Legjobb színésznő (musical vagy vígjáték)
- Annette Bening (Csodálatos Júlia)
- Ashley Judd (De-Lovely – Ragyogó évek)
- Emmy Rossum (Az Operaház fantomja)
- Kate Winslet (Egy makulátlan elme örök ragyogása)
- Renée Zellweger (Bridget Jones: Mindjárt megőrülök!)

#### Legjobb mellékszereplő színész
- David Carradine (Kill Bill 2.)
- Thomas Haden Church (Kerülőutak)
- Jamie Foxx (Collateral – A halál záloga)
- Morgan Freeman (Millió dolláros bébi)
- Clive Owen (Közelebb)

#### Legjobb mellékszereplő színésznő
- Cate Blanchett (Aviátor)
- Laura Linney (Kinsey)
- Meryl Streep (A mandzsúriai jelölt)
- Natalie Portman (Közelebb)
- Virginia Madsen (Kerülőutak)

#### Legjobb rendező
- Clint Eastwood (Millió dolláros bébi)
- Marc Foster (Én, Pán Péter)
- Mike Nichols (Közelebb)
- Alexander Payne (Kerülőutak)
- Martin Scorsese (Aviátor)

#### Legjobb forgatókönyv
- Aviátor
- Egy makulátlan elme örök ragyogása
- Én, Pán Péter
- Kerülőutak
- Közelebb

#### Legjobb eredeti betétdal
- Alfie – „Old Habits Die Hard”
- Hotel Ruanda – „Million Voices”
- Az Operaház fantomja – „Learn to Be Lonely”
- Polar Expressz – „Believe”
- Shrek 2. – „Accidentally in Love”

#### Legjobb eredeti filmzene
- Aviátor
- Én, Pán Péter
- Kerülőutak
- Millió dolláros bébi
- Spangol – Magamat sem értem

#### Legjobb idegen nyelvű film
- A belső tenger
- Che Guevara: A motoros naplója
- Hosszú jegyesség
- Kóristák
- A repülő tőrök klánja

### Televízió

#### Legjobb televíziósorozat (dráma)
- 24
- Deadwood
- Kés/Alatt
- Lost – Eltűntek
- Maffiózók

#### Legjobb televíziósorozat (musical vagy vígjáték)
- Az ítélet: család
- Szex és New York
- Született feleségek
- Törtetők
- Will és Grace

#### Legjobb televíziós minisorozat vagy tévéfilm
- Amerikai család
- A „Kék baba”-műtétek
- Az oroszlán télen
- Peter Sellers élete és halála
- Vasakaratú angyalok

#### Legjobb színész, televíziósorozat (dráma)
- Michael Chiklis (Kemény zsaruk)
- Denis Leary (Ments meg!)
- Julian McMahon (Kés/Alatt)
- Ian McShane (Deadwood)
- James Spader (Boston Legal)

#### Legjobb színész, televíziósorozat (musical vagy vígjáték)
- Jason Bateman (Az ítélet: család)
- Zach Braff (Dokik)
- Larry David (Félig üres)
- Matt LeBlanc (Joey)
- Tony Shalhoub (Monk – A flúgos nyomozó)
- Charlie Sheen (Két pasi – meg egy kicsi)

#### Legjobb színész, televíziós minisorozat vagy tévéfilm
- Mos Def (A „Kék baba”-műtétek)
- Jamie Foxx (Redemption: The Stan Tookie Williams Story)
- William H. Macy (The Wool Cap)
- Geoffrey Rush (Peter Sellers élete és halála)
- Patrick Stewart (Az oroszlán télen)

#### Legjobb színésznő, televíziósorozat (dráma)
- Edie Falco (Maffiózók)
- Jennifer Garner (Alias)
- Mariska Hargitay (Esküdt ellenségek: Különleges ügyosztály)
- Christine Lahti (Jack és Bobby)
- Joely Richardson (Kés/Alatt)

#### Legjobb színésznő, televíziósorozat (musical vagy vígjáték)
- Marcia Cross (Született feleségek)
- Teri Hatcher (Született feleségek)
- Felicity Huffman (Született feleségek)
- Debra Messing (Will és Grace)
- Sarah Jessica Parker (Szex és New York)

#### Legjobb színésznő, televíziós minisorozat vagy tévéfilm
- Glenn Close (Az oroszlán télen)
- Blythe Danner (Vissza a múltba)
- Julianna Margulies (The Grid)
- Miranda Richardson (Az elfelejtett herceg)
- Hilary Swank (Vasakaratú angyalok)

#### Legjobb mellékszereplő színész, televíziósorozat, televíziós minisorozat vagy tévéfilm
- Sean Hayes (Will és Grace)
- Michael Imperioli (Maffiózók)
- Jeremy Piven (Törtetők)
- Oliver Platt (Huff)
- William Shatner (Boston Legal)

#### Legjobb mellékszereplő színésznő, televíziósorozat, televíziós minisorozat vagy tévéfilm
- Drea de Matteo (Maffiózók)
- Anjelica Huston (Vasakaratú angyalok)
- Nicollette Sheridan (Született feleségek)
- Charlize Theron (Peter Sellers élete és halála)
- Emily Watson (Peter Sellers élete és halála)